# Горюшки
Горю́шки (рос. Горюшки) — присілок у складі Свічинського району Кіровської області, Росія. Входить до складу Свічинського міського поселення.
Населення становить 24 особи (2010, 34 у 2002).
Національний склад станом на 2002 рік — росіяни 94 %.